# Adam Taubitz
Adam Taubitz (født 7. oktober 1967 i Chorzow, Øvre Schlesien) er en tysk jazz- og klassisk musiker, violinist, trompetist, guitarist, orkesterleder og komponist.
Fra 1997 ledte han violinisterne i Berliner Philharmonikerne under Claudio Abbado. Han er måske bedst kendt for sit arbejde med Berliner Philharmonikernes Jazz Group, som han etablerede i 1999 sammen med Aura Quartett.